# نظرية الفكر اللاواعي
نظرية الفكر اللاواعي (بالإنجليزية: Unconscious thought theory)‏ هي نظرية تفترض أن العقل اللاواعي قادر على أداء مهام خارج وعي الفرد، وأن الفكر اللاوعي هو أفضل في حل المهام المعقدة، حيث أنه يأخذ في الاعتبار العديد من المتغيرات بشكل أفضل من التفكير الواعي، ولكن يتفوق الفكر الواعي في المهام التي يصاحبها عدد أقل من المتغيرات. وقد تم اقتراح هذه النظرية من قبل أب ديجسترهويس ( Ap Dijksterhuis) ولوران نوردغرن ( Loran Nordgren) في عام 2006.
تستند النظرية في المقام الأول على نتائج مقارنة موضوعات مقدمة مع قرارات معقدة (على سبيل المثال أي واحدة من هذه الشقق العديدة هي الأفضل؟)، ومسموح بها إما (1). وقت قليل جدا، (2). وقت كافي، أو (3)، وقتا وافرا ولكن بتشتيت لمنع صرف الانتباه الواعي. ويُعتقد أن الأشخاص غير قادرين على تكريس المعالجة الواعية للمهمة يتفوقون على أولئك الذين يستطيعون قضاء الوقت في التداول وعلى أولئك الذين يجب عليهم الاستجابة فورا. وقد فسر ديجكسترهيس ونوردغرين هذه النتائج على أنها دعم قوي لفكرة تفوق اللاواعي علي الواعي، واستخدمها جزئيا لتبرير ستة مبادئ تميز بينهما.
هذا الموقف يتناقض مع معظم البحوث المتعلقة بمعالجة اللاوعي والتي أجريت على مدى السنوات ال 40 الماضية، والتي وجدت أن عمليات اللاوعي تتميز بردود بسيطة، وغير قادرة على العمليات المعقدة. وقد خضعت نظرية الفكر اللاواعي لانتقادات شديدة من الباحثين غير القادرين على تكرار الآثار الأصلية.
«عندما أتخذ قرارا ذا أهمية بسيطة، فإني أجد دائما أنه من المفيد النظر في جميع الإيجابيات والسلبيات، ولكن في الأمور الحيوية ... يجب أن يأتي القرار من اللاوعي، من مكان ما داخل أنفسنا».
- سيغموند فرويد، واستشهد به ديكسترهويس